# 广叶橐吾
广叶橐吾（学名：Ligularia euryphylla）是菊科橐吾属的植物，是中国的特有植物。分布于中国大陆的西藏、云南等地，生长于海拔2,140米至4,000米的地区，一般生长在灌丛、林下、山谷湿地、林缘或高山草甸，目前尚未由人工引种栽培。